# وجود
الوجود هو القدرة على التفاعل مع الواقع (أو الكون) بشكل مباشر أو غير مباشر. يُعتبر التعريف المحدد للوجود أحد أهم المسائل وأكثرها جوهريّة في الأنطولوجيا؛ الدراسة الفلسفيّة للوجود والكينونة والواقع في العموم، بالإضافة لدراسة مقولات الوجود وعلاقاتها. تندرج تلك الدراسة تحت إحدى الفروع الرئيسة للفلسفة ألا وهي الميتافيزيقا، تتعامل الأنطولوجيا مع الأسئلة المتعلقة بالوجود؛ ما هي الموجودات؟ وكيف تُصنَّف تلك الموجودات وترتبط في ما بينها بعلاقات في تراتبيّة وتنقسم تبعًا للتشابهات والاختلافات.
تفترض الفلسفة الماديّة أن ما يوجد هي المادة والطاقة فقط، وأن الموجودات تتكون من مادة وطاقة فقط، أي إن كل الأفعال تتطلب طاقة وأن كل الظواهر (بما في ذلك الوعي) هي نتيجة لتفاعلات ماديّة.
تفترض الفلسفة العقلانيّة/المثاليّة أن ما يوجد هو الأفكار فقط، وأن كل الأشياء تتكون من الفكر، وأن كل الأشياء تتطلب مجموعة من الأفكار المترابطة وكل الظواهر (بما في ذلك الوعي) تنتج من فهم تأثير العالم الاسميّ الذي يقبع بمعزل عن الشيء-في-ذاته.

## الجذر اللغوي
كلمة الوجود Existence مشتقة من الكلمة اللاتينيّة exsistere والتي تعني «يظهر» أو «ينشأ» أو «يصير» أو «يكون». ولكنها تعني حرفيًا «يقف/يبرز stand out» وهذا يعني الكينونة Being والصيرورة Becoming معًا.

## المفاهيم التاريخية
كانت أول معالجة شاملة لهذه المسألة في التراث الفلسفيّ الغربيّ من نصيب أفلاطون، في محاوراته: الجمهوريّة، فايدو، ورجل الدولة، وفي كتاب أرسطو: ما وراء الطبيعة، بالرغم من وجود بعض الشذرات قبل ذلك. طوّر أرسطو نظرية شاملة عن الوجود، وطبقًا لها فإن الأشياء المفردة، والتي تسمى بالمواد هي التي توجد وجودًا كاملًا، بينما توجد الأمور الأخرى مثل العلاقات والصفات والزمان والمكان (التي تسمى بالمقولات) وجودًا مشتقًا، معتمدًا على وجود الأشياء المفردة. يفترض أرسطو في كتاب ما وراء الطبيعة أن هناك أربع علل فقط للوجود أو التغيُّر في الطبيعة وهي: العلة الماديّة، والعلة الفاعلية والعلة الغائيّة والعلة الصوريّة.
يجادل بعض الأفلاطونيّين الجدد وبعض المسيحيّين بشأن وجود أي واقع بمعزل عن عقل الإله. يقول البعض أن الوجود محض وهم، وأن العالم واللحم والشيطان وجدوا ليبعدوا البشر الضعفاء بعيدًا عن الله.
يطرح فيلسوف القرون الوسطى توما الأكويني أن الإله هو وجود محض، وأنه بالنسبة للإله فإن الوجود والماهيّة شيء واحد. وفي نفس الوقت يجادل الفيلسوف الاسميّ وليم الأوكامي في الكتاب الأول من «خلاصة المنطق Sum of Logic» أن المقولات ليست أشكالًا من الوجود بذاتها، ولكنها مشتقة من وجود الأفراد.

### الفلسفة الحديثة الأولى
جاءت المعالجة الحديثة للمسألة على يد أنطوان أرنولد Antoine Arnauld وبيير نيكول Pierre Nicole في أعمالهم: المنطق أو فن التفكير، أو المعروفة باسم «البوابة الملكية للمنطق Port-Royal Logic» المنشور لأول مرة عام 1662، ظن أرنولد أن أي حكم يتكون من فكرتين، إما أن يوضعا أو يرفضا معًا:
يجمع الموضوع بالمحمول فعل الكينونة وهو في الإنجليزيّة فعل To Be (لا يوجد مثل تلك الأفعال في العربيّة، لذلك سيستعوض المقال عنها بفعل «يكون») فتصبح للقضية ثلاثة أجزاء، الموضوع والمحمول وفعل الكينونة، فقولنا «الإله موجود» يعني «الإله يكون شيئًا». سيطرت تلك الرؤية على المنطق لعدة قرون، بالرغم من احتوائها على بعض الصعوبات: فهي تفترض القضية «كل [س] يكون [ص]» وهو ما يطلق عليه المناطقة لفظ العموم والشمول Universal. لا يسمح هذا الشكل من القضايا بقول «بعض [س] يكون [ص]» وهو ما يطلق عليه المناطقة لفظ الوجوديّ Existential.
إذا لم يكن أي من [س] أو [ص] موجودين فإن عبارة «بعض [س] يكون [ص]» تجاور [س] بـ[ص] فقط باستخدام الفعل To Be، وإذا كانت [س] أو [ص] تحتوي على فكرة الوجود على وجه يشابه فكرة أن «المثلث يحتوي على فكرة أن ثلاث زوايا تساوي مجموع قائمتين»، فهذا يعني أن وجود [س] صحيحًا بالدليل الأنطولوجيّ على ذلك. وفي حُجة شهيرة للفيسلوف الفرنسيّ المعاصر لأرنولد، طرح رينيه ديكارت حُجة إثبات وجود إله بهذه الطريقة. استمرت فكرة أرنولد حتى منتصف القرن التاسع عشر.
هاجم ديفيد هيوم تلك الأطروحة قائلًا أن وجود الشيء عندما يُضاف إلى مفهومه لا يضيف شيئًا للمفهوم. على سبيل المثال إذا كونا مفهومًا عن موسى، ثم أضفنا إلى هذا المفهوم أن موسى كان موجودًا، فإن هذا لم يضف شيئًا عن مفهوم موسى الذي كوناه.
كما طرح الفيلسوف كانط أن الوجود لا يمكن اعتباره محمولًا، ولكنه لم يعطي تفسيرًا عن كيفية إمكان ذلك. إلا أنه كرر في مناقشاته ما قاله أرنولد بشأن الفعل To Be، فقضية «الإله يكون قديرًا God is omnipotent» لا يعبر فيها الفعل «يكون» على شيء واقعيّ، ولا تكون وظيفته إلا ربط الموضوع بالمحمول أو فصلهما عن بعضهما فقط.
ادعى شوبنهاور أن «كل شيء يوجد للمعرفة، وبالتالي فإن العالم بأكمله، هو مجرد موضوع للذات، أي هو تصوّر للذات، أو بعبارة أخرى هو تمثُّل». فطبقًا لما يطرحه الفيلسوف شوبنهاور فإنه لا يوجد موضوع بدون ذات لأن «كل موضوع هو مشروط بالطريقة التي تعرفها به الذات العارفة، وبأشكال المعرفة المفترضة/القبلية الخاصة بتلك الذات...»

## إمكانية الحمل
يجادل جون ستيورات مل (وتلميذ كانط: يوهان فريدريك هربارت) أن إمكانيّة حمل الوجود على الموضوع يمكن إثباتها بجملة «قنطور يكون خيالًا شعريًا» أو «العدد الأعظم يكون ممكنًا» (هربارت). تحدى كل من فرانز برنتانو وجوتلوب فريجه هذه الأطروحة. يقول برنتانو أننا يمكن أن نجمع المفهوم مع الاسم الممثل له، أي يمكن جمع [س] بالمفهوم المعبَّر عنه بالصفة [ص] لكي يكون المفهوم ممثلًا بالاسم هكذا «س-ص». على سبيل المثال يمكن جمع كلمة «رجل» مع «حكيم» لنقول «رجل حكيم» لكن تلك الجملة الاسميّة ليست جملة حقيقيّة، بينما «بعض الرجال يكون حكيمًا» هي جملة. بالتالي يجب أن تقوم عملية الربط بين الموضوع والمحمول على أكثر من مجرد مجاورتهما أو فصلهما عن بعضهما.

### علم الدلالات الرياضي
في المنطق الرياضيّ، يوجد اثنتين من محددات الكمية quantifiers وهما «بعض» و«كل». إلا أن برنتانو يوضح أننا لا يمكن إلا أن نفهم محددة كمية واحدة والسلب/النفي negation. فيمكن التعبير عن «بعض» بـ«يوجد هناك». فعبارة «يوجد هناك رجل»، تعبر عن رجل كجزء من الوجود. لكن إذا قلنا «يوجد هناك مثلث» هل يمكن اعتباره جزء من الوجود؟ فالمثلث عبارة عن فكرة مجردة والرجل هو جسد فيزيائيّ، وهل يمكن أن نعتبر للتجريدات الأخرى مثل الخير والفضيلة والعمى وجود فعليّ مثل ما نعتقد بالوجود الفعليّ للكرسيّ والطاولة والبيوت؟
في بعض الجُمل، يكون الوجود متضمَّن دون ذكر صريح. فجملة «يعبر الجسر نهر التايمز في هامرسميث» لا يمكن أن تكون عن النهر والجسر فقط، بل لا بد أن نتصور أن وجودهم مذكور ضمنيًا في الجملة. وبينما تتكون جملة «يعبر الجسر نهر ستيكس في ليمبو» من نفس التركيب اللغويّ، إلا أننا في الحالة الأولى ندرك وجود الجسر في الحياة الواقعيّة مصنوعًا من الحجارة، بينما في الحالة الثانية ما هو معنى الوجود؟
تجادل المقاربة الاسميّة أن الجملة الاسميّة يمكن أن تُزال بتحويلها وإعادة كتابتها إلى شكل له نفس المعنى دون وضع الجملة الاسميّة. فيقول الأوكامي أن جملة «سقراط لديه حكمة» والتي تؤكد وجود مرجعيّة للحكمة تعود على سقراط، يمكن تحويلها إلى «سقراط يكون حكيمًا» والتي تحتوي على اسم [سقراط] فقط. صارت تلك الطريقة شائعة في المدرسة التحليليّة للفلسفة في القرن العشرين.
إلا أن تلك الحُجة يمكن أن يعكسها الواقعيّون؛ فبما أن عبارة «سقراط يكون حكيمًا» يمكن أن يُعاد كتابتها في شكل «سقراط لديه حكمة» فهذا يثبت وجود مرجع خفيّ لصفة الحكمة.
من المشاكل الأخرى في هذا الصدد، مشكلة أن البشر يعالجون المعلومات عن الشخصيات الخياليّة بنفس الطريقة التي يعالجون بها الشخصيات الحقيقيّة. يفرق العلماء بوضوح بين الأشياء الموجودة وغير الموجودة؛ فبالنسبة إليهم، ما يوجد هو الماديّ والطاقة فقط. لكن في الرؤية الكونيّة للعالَم أو من وجهة نظر الرجل العادي، يحتوي الوجود على ما هو واقعيّ وما هو خياليّ وحتى الأشياء المتناقضة. فعندما نقول «الحصان المجنح يطير» فهذا يعني أن «الحصان المجنح موجود»، إلا أن الواقع يخبرنا أن وجوده محصور على الميثولوجيا الكلاسيكيّة فقط.

## المقاربات الحديثة
تبعًا لنظرية الأوصاف لبرتراند راسل، فإن أداة النفي في الجملة يمكنها أن توسع أو تضيق نطاق الجملة؛ لذلك فإننا نفرق بين جملتي «بعض [أ] ليس [ب]» وهنا يأخذ النفي نطاقًا ضيقًا، بينما «بعض [أ] يكون [ب]» يأخذ فيها النفي نطاقًا واسعًا. مشكلة تلك الرؤية أنها لا تنطبق على حالة الأسماء الحقيقيّة/الجزئيّة، مثل جملة «سقراط ليس أصلعًا» و«ليس صحيحًا أن سقراط أصلع» يبدو أن لهما نفس المعنى، وكلاهما يؤكد وجود شخص ما يدعى سقراط وهو ليس أصلعًا، لذلك يأخذ النفي نطاقًا ضيقًا.
إلا أن راسل يحلل الأسماء الجزئيّة في بناء منطقيّ مفهوم في هذه المشكلة. فبالنسبة لراسل، يمكن أن نحلل سقراط إلى شكل «فيلسوف الإغريق». وبالمنظور الواسع/العام، يمكن أن تُقرأ الجملة السابقة على هذا النحو: «ليس صحيحًا أنه كان هناك فيلسوفًا إغريقيًا أصلعًا». أما بالمنظور الضيق تُقرأ على النحو التالي: «فيلسوف الإغريق ليس أصلعًا».

### الحجج ضد الواقعية
الحُجج ضد الواقعيّة هي الحُجج التي طورها المثاليّون المتشككون في العالم الماديّ، ويؤكدون أن:-
1. لا يوجد شيء خارج العقل
2. ليس لنا إتصال بالواقع المستقل عن العقل حتى لو كان موجودًا

أما الواقعيّون فيحافظون على وجهة النظر القائلة أن التصورات تحدث بمعزل عن العقل بواسطة أشياء مستقلة. يختلف المجادل ضد الواقعيّ الذي ينكر وجود العقول الأخرى (مذهب وحدة الأنا) عن الذي يدعي لا حقيقة المادة بغض النظر عن كونها ملاحظة من قبل العقول الأخرى أم لا (السلوكيّة المنطقيّة).

## النظرة الدرامية الوسطية
طور الفيلسوف الهندي ناجارجونا مفاهيم الوجود بشكل كبير، وأسس مدرسة مادهياماكا للبوذية الماهايانا.
وفي الفلسفة الشرقية، يتم التعبير عن الوجود وفق «المؤقتية»، والتي تشير إلى حقيقة أن كل الأشياء المشروطة تكون في حالة ثابتة من التدفق. وليس هناك شيء في الحقيقة يختفي تماما من الوجود، فما يحدث هو أن مظاهر هذا الشيء هي ما تختفي حين تتغير من شكل إلى آخر. تخيل أن هناك ورقة شجر سقطت على الأرض، وبدأت تتحلل. ما سيحدث حينها أن مظهر ووجود الورقة النسبي سيبدأ بالاختفاء، لكن المكونات التي شكلت الورقة ستبدأ بالتحول إلى مواد أخرى ستشكل فيما بعد نباتات جديدة. تقدم البوذية نهجا وسطيا، تتحاشى من خلاله تطرف نظرتي السرمدية والعدمية. ويرى هذا النهج الوسطي أن هناك اختلافات كبيرة بين إدراك وجود الأشياء، وبين وجودها الفعلي. ويتم التوفيق بين هذه الاختلافات وفق مفهوم السونياتا، وذلك بوصف هدف غرض ما وهويته في الوجود. فما هو موجود ليس موجودا، وذلك لأن الشيء نفسه في حالة تغير.
تصف التريلوكيا ثلاثة أنواع من الوجود، فهناك تلك الخاصة بالرغبة، وهناك الخاصة بالشكل، وهناك الخاصة باللاشكل ويحدث فيها بعث كرمي. وبالانتقال إلى نظرة التريكايا، نجد أنها تصف وجود بوذا. فوفق هذه الفلسفة، يتواجد بوذا بأكثر من شكل محدد ومطلق.

## وصلات خارجية
- رسالة في أسامي الكتب هو عمل من قبل سيف الدين العميدي، باللغة العربية، عن «الأصلي» و«وجود العقلية». وهو التمور من 1805.